# Bareng (Kabat)
Bareng is een bestuurslaag in het regentschap Banyuwangi van de provincie Oost-Java, Indonesië. Bareng telt 1537 inwoners (volkstelling 2010).